# Çiğdemtepe, Yenimahalle
Çiğdemtepe là một xã thuộc huyện Yenimahalle, tỉnh Ankara, Thổ Nhĩ Kỳ.